# Verschwörung (2018)
Verschwörung (Originaltitel The Girl in the Spider’s Web) ist ein Kriminalfilm/Thriller von Fede Álvarez. Es handelt sich um eine filmische Fortsetzung der Millennium-Trilogie von Stieg Larsson und basiert auf dem Roman Verschwörung (Originaltitel Det som inte dödar oss) von David Lagercrantz. Im Oktober 2018 eröffnete der Film das Festa del Cinema di Roma und feierte hier seine internationale Premiere.

## Handlung
Grundthema des Films ist der Konflikt zwischen dem Geschwisterpaar Lisbeth und Camilla Salander, das im Kindesalter vom Vater missbraucht wurde. In einer Rückblende zu Beginn flieht Lisbeth vor dem Vater, während Camilla bei ihm bleibt. Um die Erlebnisse ihrer Kindheit zu verarbeiten, wird Lisbeth zur Rächerin von unterdrückten Frauen: Sie demütigt zum Beispiel einen gewalttätigen Geschäftsmann und zwingt ihn, sein Vermögen an die misshandelte Ehefrau abzutreten. Was aus Camilla wurde, bleibt zunächst unklar. Lisbeth vermutet, dass sie nicht mehr lebt.
Der Informatiker Frans Balder hat für den Auslandsgeheimdienst der USA das Computerprogramm Firefall entwickelt, mit dem Atomraketen ausländischer Mächte kontrolliert werden können. Er bekommt jedoch Skrupel und beauftragt Lisbeth, den Amerikanern den Laptop mit dem Programm zu stehlen. Dies gelingt zunächst, jedoch bemächtigt sich eine skrupellose Verbrecherorganisation des Laptops. Das Programm kann nur durch die Eingabe eines komplexen Kennworts geöffnet werden, das der von den Dieben aufgespürte Frans Balder nicht preisgibt. Die Gangster töten ihn und entführen seinen zehnjährigen Sohn August, der aufgrund seines Autismus das Programm entschlüsseln kann. Lisbeth befreit August und es zeigt sich, dass ihre totgeglaubte Schwester Camilla der Kopf der Verbrecherorganisation ist.
An einem Abgrund kommt es zur Konfrontation der Geschwister. Camilla wirft Lisbeth vor, dass sie sich zwar für unterdrückte und vergewaltigte Frauen eingesetzt hat, jedoch nie für sie, die vom Vater missbrauchte Camilla. Lisbeths Vorwurf an Camilla aber lautet: „Du hast dich für ihn entschieden.“ Dann stürzt sich Camilla in den Abgrund.
Der amerikanische Agent Needham will auf Firefall zugreifen, aber Lisbeth hat alle Daten auf dem Laptop gelöscht. August wird auf dem Flughafen mit seiner Mutter wiedervereint. Der Journalist Blomkvist, Lisbeths ehemaliger Liebhaber, hat angefangen, die erste Seite eines Artikels über die Geschichte zu schreiben, löscht diese aber. Zum Schluss brennt Lisbeth ihr Elternhaus nieder.

## Produktion
Die Produktion wurde von der Mitteldeutschen Medienförderung mit 500.000 Euro gefördert, von der Medien- und Filmgesellschaft Baden-Württemberg mit 750.000 Euro, vom Medienboard Berlin-Brandenburg mit 600.000 Euro, HessenFilm und Medien mit 400.000 Euro und der Filmförderung Hamburg Schleswig-Holstein mit 100.000 Euro.
Die Dreharbeiten wurden am 15. Januar 2018 im Studio Babelsberg begonnen und fanden zudem in Berlin, Hamburg, am Leipziger Flughafen, in Stockholm und im Schieferpark Lehesten in Thüringen statt. Kameramann war Pedro Luque. Die Filmmusik komponierte Roque Baños, sie wurde in der Synchron Stage Vienna aufgenommen. Der Soundtrack zum Film, der insgesamt 31 Musikstücke umfasst, wurde im Herbst 2018 als Download und auf CD veröffentlicht.
Ein erster Trailer wurde Anfang Juni 2018 veröffentlicht, ein zweiter im September 2018. Am 24. Oktober 2018 eröffnete der Film das Festa del Cinema di Roma und feierte hier seine internationale Premiere. Dort wurde er im offiziellen Wettbewerb gezeigt. Am 9. November 2018 kam der Film in die US-amerikanischen und am 22. November 2018 in die deutschen Kinos.

## Rezeption

### Altersfreigabe
In den USA erhielt der Film von der MPAA ein R-Rating, was einer Freigabe ab 17 Jahren entspricht. In Deutschland wurde der Film von der FSK ab 16 Jahren freigegeben.

### Kritiken
Die Filmkritikerin Antje Wessels meint, Fede Álvarez habe mit Don’t Breathe und dem Remake von Evil Dead zwei moderne Meilensteine des Horrorkinos inszeniert, und vor allem sein Gespür für düstere Ästhetik sei in beiden Werken auf unterschiedliche Weise zum Ausdruck gekommen. Auch Verschwörung besitze wieder diese Stärke: „Wenn die Kamera hier durch die verschneite Landschaft des schwedischen Hinterlandes gleitet, oder im Finale die Enge in einer alten Fabrikhalle optimal ausnutzt, damit auch möglichst alles nochmal extrabeklemmend erscheint, dann kommen hier klar die Stärken des virtuosen Filmemachers durch. Auch aus seiner Hauptdarstellerin, die alle anderen Schauspielerinnen und Schauspieler mühelos in den Schatten stellt, holt Alvarez das Optimum an abgefuckter Coolness heraus – wenn wir schon keine Hintergrundgeschichte präsentiert bekommen, dann darf das, was Lisbeth macht, wenigstens so richtig geil aussehen.“ Gegen das bisweilen hanebüchene Skript, das besonders gern auf den Zufall setzt und seine agierenden Figuren mehr als einmal ziemlich dumm aussehen lässt, könne auch sie nichts ausrichten, so Wessels weiter, weshalb der Film leider eine Enttäuschung sei.
Thomas Grüter von Spektrum der Wissenschaft erklärt, man dürfe sich die Hauptperson wie eine weibliche Mischung aus James Bond und Robin Hood vorstellen, gewürzt mit einer guten Prise Computergenie. Die britische Schauspielerin Claire Foy verkörpere diese komplexe Rolle erstaunlich glaubwürdig, so Grüter, leider sei der Film derart eng auf die Hauptperson zugeschnitten, dass alle übrigen Figuren kaum ein eigenes Profil entwickeln könnten, was auch für die Antagonistin gelte, wodurch dem Film einiges an psychologischer Tiefe verloren gehe. Weiter erklärt Grüter, der Film nähre die Illusion, es gebe eine weltumspannende Gemeinschaft von Computernerds, deren Mitglieder sich wie Geister im dämmrigen Maschinenraum der weltweiten Computernetze bewegen, Zugriff auf alle Überwachungskameras haben und jedes moderne Auto von ihrem Handy aus öffnen und starten können. Insgesamt funktioniere Verschwörung sehr gut als rasanter, solide konstruierter und streckenweise bildgewaltiger Thriller, so Grüter: „Er behandelt archaische Motive – Rache, Inzest, Gerechtigkeit und die Versuchungen grenzenloser Macht. Die deutliche Gesellschaftskritik der ersten drei Bücher fehlt weitgehend. Die moderne Lebensweise mit ihrer Abhängigkeit von einer kaum noch verstandenen Computertechnik ist im Film nicht Thema, sondern nur Kulisse.“
2018 verzeichnete der Film in Deutschland 104.109 Kinobesucher.